# Скорпион и лягушка

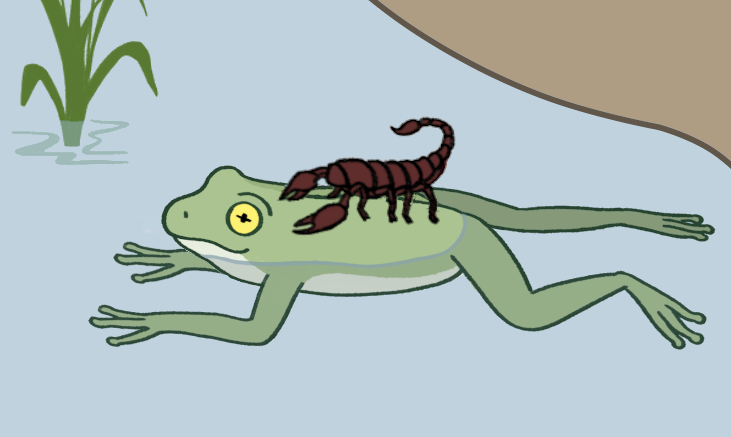
Лягушка, несущая скорпиона через реку.

Скорпион и лягушка — это притча, согласно которой каждый верен собственной природе, даже если это не в его интересах. Эта притча скорее всего возникла в России в начале 20 века.

## Синопсис
Скорпион хочет пересечь реку, но не умеет плавать, поэтому он просит лягушку переправить его. Лягушка колеблется, боясь, что скорпион её ужалит, однако скорпион обещает этого не делать, доказывая это тем, что он утонет, если убьёт лягушку, будучи на ней в реке. Лягушка считает этот аргумент разумным и соглашается перевезти скорпиона. Однако посреди реки скорпион всё равно жалит лягушку, обрекая их обоих на смерть. Умирающая лягушка спрашивает скорпиона, зачем он её ужалил, ведь он знал о последствиях, на что скорпион отвечает: «Потому что я — скорпион» .

## Происхождение
Самое раннее известное на данный момент использование этой притчи встречается в романе русского писателя Льва Нитобурга «Немецкая слобода» 1933 года.
Мировую известность притче принес фильм «Мистер Аркадин». Притчу в фильме рассказывает злодей, которого играет Орсон Уэллс. В одном из интервью Уэллс упомянул, что притча имеет русское происхождение.

## Предшественники

### Скорпион и черепаха

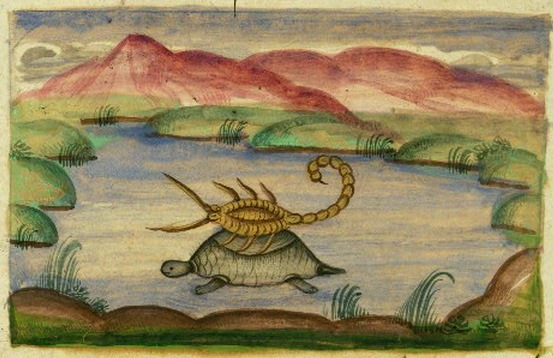
Иллюстрация к басне «Скорпион и черепаха» из персидского сборника басен «Анвари Сухейли» XIX века.

Вероятным предшественником этой притчи является персидская басня о Скорпионе и Черепахе. Впервые она появляется в сборнике басен Анвари Сухейли («Созвездие Канопуса»), написанном в XV веке персидским поэтом Хусейном Кашифи. Анвари Сухейли содержит басни, переведенные из Панчатантры, сборника индийских басен, написанных на санскрите, однако Скорпион и Черепаха не упоминаются в Панчатантре, что свидетельствует о том, что басня имеет персидское происхождение.
В «Скорпионе и черепахе» черепаха переносит скорпиона через реку, и она выживает после укуса скорпиона благодаря своему защитному панцирю. Черепаха сбита с толку поведением скорпиона, потому что они старые друзья, и скорпион должен был знать, что его жало не проткнет панцирь черепахи. Скорпион отвечает, что действовал не из злого умысла, а просто из-за непреодолимого и неразборчивого желания ужалить. Затем черепаха говорит: «Воистину мудрецы сказали, что лелеять низменный характер — значит отдавать свою честь на ветер и подвергать себя смущению».
Таким образом, мораль этой басни изложена явно и не подлежит интерпретации. Ещё одно важное отличие состоит в том, что скорпион не ожидает утопления. В некоторых более поздних версиях этой басни черепаха все равно наказывает скорпиона, топя его.

### Эзоп
Скорпиона и лягушку иногда приписывают Эзопу, хотя они не фигурируют ни в одном сборнике басен Эзопа до 20 века. Тем не менее, есть ряд древних басен, традиционно приписываемых Эзопу, которые учат схожей морали, наиболее близкими по смыслу являются «Крестьянин и гадюка» и «Лягушка и мышь».

## Смысл
Наиболее распространенный смысл этой басни заключается в том, что люди с порочным характером не могут сопротивляться причинению вреда другим, даже если это не в их интересах.
Французский социолог Жан-Клод Пассерон видел в скорпионе метафору макиавеллиевских политиков, которые обманывают себя своей бессознательной тенденцией рационализировать свои непродуманные планы и тем самым ведут себя и своих последователей к краху. Психолог Кевин Даттон рассматривал скорпиона как метафору психопатов, чьи импульсивные и злобные личности часто доставляют им ненужные неприятности, причиняя вред людям, от которых они зависят, например, их собственным семьям.

## Использование в массовой культуре
Кроме «Мистера Аркадина» притча упоминалась в других фильмах, включая «До мозга костей» (1989), «Клан Сопрано», «Жестокая игра» (1992), в мультсериале «Черепашки ниндзя»(2003),«Драйв» (2011),, в аниме «Мегалабокс» (2018) в десятой серии, «Дьявольский карнавал» (2012) и "Побег" (2024). Кроме того, отсылки на басню появлялись в комиксах, телешоу и в газетных статьях, некоторые из которых применяли её, описывая отношения между большим бизнесом и правительством, а также политику, особенно ближневосточные политические кризисы, включая арабо-израильский конфликт